# Uas

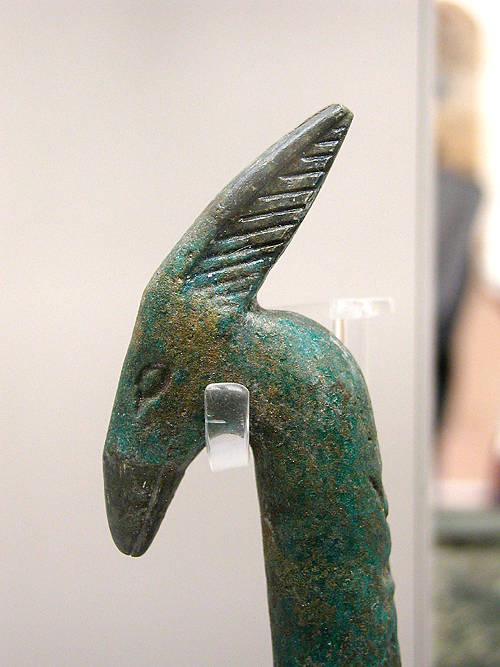
Zakończenie berła uas (brąz) ze zbiorów British Museum

Uas – w starożytnym Egipcie berło bogów w postaci długiej laski z rozwidlonym dolnym końcem, zwieńczone głową zwierzęcą. 
Ogólnie symbolizujące siłę, było także symbolem władzy nad siłami chaosu przynależnej przede wszystkim bogom. Jego zakończenie kojarzone z kształtem głowy tzw. zwierzęcia Seta mogło wywodzić się z dawnego fetysza. Często pojawia się w ikonografii jako atrybut bóstw, faraonów i kapłanów. Zachowały się egzemplarze wykonane zwykle z brązu lub drewna.
| S40 |